# صون العلاقة
يُشير مصطلح صون العلاقة (أو الصون العلائقي) إلى مجموعة متنوعة من السلوكيات التي يُظهرها الشركاء في علاقة ما سعيًا للحفاظ عليها. يُعرف الباحثون الصون العلائقي بأربعة طرق مختلفة:
1. الحفاظ على وجود العلاقة
2. الحفاظ على العلاقة في حالة أو وضع محددين
3. الحفاظ على العلاقة في وضع مُرضٍ
4. استمرارية القدرة على إصلاح العلاقة

أولًا، يعني الحفاظ على وجود العلاقة (مثلًا، صديقين بالغين يتواصلان بصورة متكررة، لكن على النحو الكافي للحفاظ على الصداقة)، استمرار العلاقة دون انقطاع. ثانيًا، «يشير الحفاظ على العلاقة في حالة أو وضع محددين»، يقول أساتذة التواصل البشري كاثرين دينديا ودانييل كاناري، «إلى المحافظة على المستوى الحالي من أبعاد أو خصال ما يُعتقد أنها مهمة في تقدم العلاقة». هناك ثلاثة أُسس للعلاقة المستقرة:
1. أن يبلغ الأطراف المشتركون الحد الأدنى من التوافق حول العلاقة
2. يمكن للعلاقات أن تستقر على مستويات مختلفة من الحميمية
3. مع ذلك، تحافظ العلاقات على احتمالية جسيمة لحدوث تغيير فيها[2]

يشير التعريف الثالث للصون العلائقي حسب دينديا وكاناري إلى الحفاظ على العلاقة في وضع مُرضٍ أو الحفاظ على الاكتفاء ضمن العلاقة. «مثلًا، يوحي هذا التعريف إلى أن لا أحد يمكنه أن يكون في علاقة مستقرة ولكنها مُرضية في الوقت نفسه». رابعًا، تعني استمرارية القدرة على إصلاح العلاقة الحفاظ على العلاقة في وضع جيد، أو سليم، أو يفي بالغرض، وإصلاح علاقة افترق أطرافها. يعني إصلاح العلاقة «تغيير العلاقة عن وضعها الحالي واستعادتها إلى حالة سابقة (أكثر تقدمًا) بعد تعرضها لتداعٍ أو انحدار».

## سلوكيات الصون الاجتماعي
عند صون علاقة ما، يسهم أي سلوك إيجابي في ترسيخ الثقة والتآلف بين الناس هو سلوك صونٍ محابٍ للمجتمع. كلما ازدادت سلوكيات الصون المحابية للمجتمع الباديةُ في علاقة ما، كلما ازداد احتمال نجاحها واستمرارها وتشكيل أواصر متينة فيها. يؤدي انخفاض مستويات سلوك الصون المحابي للمجتمع إلى نقص توطيد العلاقة، وبالتالي إلى أساس أضعف يقود غالبًا إلى تدهور العلاقة، أو على الأقل إلى إعاقة تقدمها.
إن سلوكيات الصون المحابية للمجتمع التي يمكن أن تقدمها المعايير المحابية للمجتمع هي الإيجابية، والانفتاح، والضمانات، والتواصل الاجتماعي، وتشارك المهام، والدعم، والشاعرية، والكياسة، والنشاطات المشتركة. يعادل كل من هذه الخصال قضاء الوقت سويًا، والتفاعل سواء كان جسديًا أو عاطفيًا.
لا يثمّن سلوك الصون المحابي للمجتمع أحد منابت الإيجابية على حساب آخر، رغم أن الفرد قد يفعل ذلك. قد يكون التعبير اللفظي عن شغفك بشريكك عبر الخطاب الإيجابي هو بالتحديد ما يتوق إليه شريكك في علاقتكما، بينما قد يجد شريك آخر هواه في استعدادك للمساعدة في الأعمال المنزلية الروتينية. هذا النوع من تشارك المهام هو أيضًا جزء من الصون الروتيني، ومن الجهود المعادلة له نسبيًا التي يبذلها الطرفان هو العمل المحابي للمجتمع الذي يُغني الاكتفاء في العلاقة إغناءً عظيمًا.
على نقيض السلوك المحابي للمجتمع المُستخدم في تدعيم الروابط وتعزيز العلاقة، سلوك الصون المعادي للمجتمع هو نموذج سلوك استراتيجي آخر يمكن استخدامه للحفاظ على علاقة جارية. يستلزم استخدامه للحفاظ على علاقة ما على مستواها الحالي، رفض دعوات وفرص للانتقال إلى مستويات جديدة من العلاقة. يجسد رفض هذه الفرص سلوكًا معاديًا للمجتمع، الأمر الذي يُطبق عمدًا على العموم.

## الشكل
تتنوع أنماط الاتصال من المحكي إلى المكتوب، ومن الكلامي إلى غير الكلامي، ومن الاتصال وجهًا لوجه إلى الاتصال بواسطة حاسوب. يختلف تفسير الرسالة نفسها باختلاف نمط الاتصال. بالتالي، يمكن صون أنواع مختلفة من العلاقات عبر أنماط مختلفة من الاتصال.
يوفر الاتصال وجهًا لوجه الفرصة الأكبر لإجراء اتصال دقيق بسبب إمكانية الاستدلال على ما إذا فُهمت الرسالة بدقة أم لا من الاستجابة المباشرة للمستقبِل. تؤمن التكنولوجيا اليوم اتصال وجه لوجه محدود للجميع، حتى لأولئك الذين تفصل بينهم مسافات بعيدة. استخدمت شركات الأعمال المؤتمرات الفيديوية للعديد من السنوات لكن برامجًا مثل سكايب أصبحت تسمح اليوم بإجراء محادثة شخصيةً وجهًا لوجه مع أي شخص في العالم. نتيجة التطورات التكنولوجية التي حدثت في العقد المنصرم، تطورت وسائل الاتصال أيضًا من الرسائل المكتوبة يدويًا إلى البريد الإلكتروني والمراسلة النصية وقلصت وقت الاستجابة بقدر كبير.
تحتاج العلاقات الغرامية والعلاقات الشخصية المقربة إلى قدر أكبر من سلوكيات الانفتاح والضمان، التي يمكن إيصالها شخصيًا بسهولة أكثر. لكن حتى هذه الاتصالات المقربة ازداد اعتمادها على الاتصال حاسوبيًا اليوم. يمكن للمراسلة النصية أن تكون نافعة على عدة أصعدة، من تنسيق مشاركة المهام إلى إعلام شخص ما بأنك تفكر فيه ببساطة. قد يستخدم الناس فيسبوك لتخطيط نشاطات مع أشخاص آخرين، وإعلان علاقات جديدة، وتقديم الدعم والتشجيع لمن يحتاجهما. حتى بطاقات أعياد الميلاد أصبحت تُرسل إلكترونيًا. رغم أن التكنولوجيا عاجزة عن استبدال الاتصال وجهًا لوجه في هذه الحالات، لكن يمكنها الإضافة إلى أهمية العلاقة وتعزيزها.
لا تحتاج الاتصالات العرَضية إلى مستوى الاهتمام نفسه الذي تحتاجه علاقات الصداقة المقربة والعلاقات الغرامية. على الرغم من إمكانية وجود بعض الاتصالات وجهًا لوجه أو المكالمات الهاتفية، لكن وسائل التواصل الاجتماعي مثل فيسبوك كافية للحفاظ على المعرفة. حيث يمكن للناس نشر الصور والتعليقات للحفاظ على الاتصال ببعضهم ومتابعة آخر أخبار حيوات أصدقائهم. إذا كان أحدهم يحظى بيوم سيئ، يمكن لهم تزويده بالدعم الضروري والإيجابية اللازمة للحفاظ على العلاقة.
تبدأ بعض العلاقات على الإنترنت وتبقى عليه. قد يلتقي الأفراد عبر لوحة رسائل أو على فيسبوك بينما يفصل بينهم مئات الأميال في الواقع. تتطلب هذه العلاقات الافتراضية القدر الأدنى من الصون. قد يلتزم الأشخاص المنخرطين في علاقة افتراضية فقط أشد الالتزام ببعضهم بعضا ويُبدون القدر نفسه من سلوكيات الصون الذي يبديه أقرانهم المقربون واقعيًا.
من عيوب استخدام الاتصال الحاسوبي المجرد هي المثالية التي تحدث عندما يصف شخص في علاقة ما علاقته وشريكه بطريقة إيجابية غير واقعية. غالبًا ما تعكس المثالية توقعات غير حقيقية. تمكن الاتصالات الحاسوبية الأشخاص من التحكم بكل جانب من جوانب الرسالة ويمكنهم تقديم صورة غير حقيقة عن أنفسهم. يخضع صون العلاقات الفيسبوكية لقواعد وتفاعلات ضمنية. يتوقع الناس من الآخرين أن يقدموا أنفسهم عبر فيسبوك بطريقة إيجابية بل وحتى أن يختصروا نشر أي شيء من شأنه خدش صورتهم أو صورة صديق لهم. حتى وإن رتب أولئك المنخرطين في علاقة افتراضية أو بعيدة المدى إلى لقاء شخصي، عادة ما يُجهز له جيدًا بصورة مسبقة ويسمح الوقت بالتجهز للتحكم باللقاء بغية تعزيز صورتهم الافتراضية بدلًا عن حقيقة حياتهم.
غير الاتصال عبر الحاسوب، بصرف النظر عن عيوبه، الطريقة التي يصون بها الناس علاقاتهم. عبر التقدم التكنولوجي الذي حدث في العقدين المنصرمين، تطور الاتصال من الرسائل المكتوبة يدويًا إلى البريد الإلكتروني ثم الرسائل النصية ثم فيسبوك ثم سكايب، مختزلًا وقت الاستجابة بشكل ملحوظ مع كل خطوة. إن تزايد استخدام وشيوع التكنولوجيا، حتى أثناء تطورها سيقود إلى تأقلم المستخدِم مع الاتصال عبر الحاسوب وانخفاض بعض مزايا الاتصال وجهًا لوجه. مع ذلك، كمية الوقت الذي يقضيه الشريكان سويًا تُحسن الاكتفاء في أي علاقة، ويوصى بالاتصال وجهًا لوجه في أي وقت ممكن.